# ブルース (UNICORNの曲)
「ブルース」は、日本のロックバンドであるUNICORNの楽曲。
1991年6月21日にソニー・ミュージックレコーズから6枚目のシングルとしてリリースされた。作詞・作曲は西川幸一が行い、プロシュースはUNICORN名義となっている。
前作「スターな男」（1991年）から5か月ぶりにリリースされたシングルであり、アルバム3か月連続リリースからリカットシングルが続いていたUNICORNとしては「働く男」（1990年）以来となるおよそ1年ぶりの新曲となった。本作はカップリング曲とともにオリジナル・アルバム未収録曲となった。
歌詞の内容は建設業を題材としており、ニューヨークハーレムの雰囲気を持つ楽曲である。ライターの西岡ムサシは本作を平成の「ヨイトマケの唄」（1965年）であると述べている。オリコンチャートでは最高位4位となった。後に憂歌団によってカバーされている。

## 録音、制作
構想時のタイトルは「東京土方（ひじかた）ストーリーは勝つ」であった。西川は本作で初めてシングル曲を担当することとなり、「大きな進歩」であるとともにアルバムに収録する構想もまったくない作品であると述べている。西川からデモテープが持ち込まれた際にメンバー一同は大笑いとなったが、その後「どうすりゃええんじゃ!?」と狼狽することになったという。奥田民生は本作に関してはデモテープを再現することだけを心掛けたと述べたほか、キーが低いため歌うのが辛いとも述べているが、本作は音が良く非常に愛好していると述べている。また、堀内はソロ・アルバム『MUSÉE』（1991年）のレコーディングがあったことから、本作のシングル盤においては「任せといてくださーい」という雄叫びのみの参加となっている。

## 音楽性と歌詞
西川は「この曲ほど歌詞はラクだったのはなかったですね」と述べたほか、表題曲とカップリング曲で歌詞の対比があることから「“コンセプタル”なシングルですよね」とも述べている。音楽誌『別冊宝島724 音楽誌が書かないJポップ批評22 ユニコーン&奥田民生の摩訶不思議』においてライターの西岡ムサシは、本作がUNICORNの労働者ソングの中でも一際異彩を放つ作品であると指摘し、平成の「ヨイトマケの唄」（1965年）であると例えている。ベース・ラインはチューバによって演奏されており、西岡は1920年代のハーレムにおけるハーレム・ルネサンス当時を彷彿させる演奏であると述べたほか、奥田の歌声を始めとして「曲全体のムードがブルージーだ」と述べている。

## リリース、プロモーション
1991年6月21日にソニー・ミュージックレコーズから8センチCDでリリースされた。同年9月15日にはミュージック・ビデオを収録した1曲入りのCDビデオがリリースされている。シングル盤リリースに伴い、リリースキャンペーンを行った。その一環であった握手会には3000人程のファンが殺到した。リリース日にメンバーはソニー社員たちとバスに乗り込み、ラジオ放送局を回ったほかに神社でヒット祈願なども行った。
本作以後にリリースされた7枚目のオリジナル・アルバム『ヒゲとボイン』（1991年）には収録されず、カップリング曲とともにオリジナル・アルバム未収録曲となった。解散後にリリースされたベスト・アルバム『THE VERY RUST OF UNICORN』（1994年）においてカップリング曲とともにアルバム初収録となった。
奥田は本作を大変気に入っており、UNICORN解散後も自身のソロライブで度々披露している。再結成後にリリースされたファン投票によるベスト・アルバム『I LOVE UNICORN 〜FAN BEST〜』（2009年）の投票結果において、本作がランクインされていないことを嘆いていた。

## チャート成績
本作はオリコンチャートにおいて最高位4位、登場回数は9回、売り上げ枚数は13.5万枚となった。音楽誌『別冊宝島724 音楽誌が書かないJポップ批評22 ユニコーン&奥田民生の摩訶不思議』において西岡は、新曲キャンペーンなどの影響により最高位4位という結果になったことに対し、「当時のユニコーン人気おそるべし」と述べている。

## ミュージック・ビデオ
本作のミュージック・ビデオは板屋宏幸がディレクターを担当しており、室内でメンバーが様々な行動を取るシーンと、バーにてメンバーがポーカーに興じるシーンとで構成されている。室内のシーンでは主に映像の逆回転を使用しており、逆回転時に不自然にならないように撮影時にはすべての動作を完全に逆にした形にしなければならず、撮影現場では全員が「思考回路ショート寸前」の状態であったと板屋は述べている。奥田は逆回転のためのリップシンクも行っており、逆回転用の日本語にならない言葉を発しなければならずかなり苦労していたと板屋は述べている。

## カバー
- 憂歌団[3] - カバー・アルバム『知ってるかい!?』（1994年）に収録。

## 収録曲
| 全編曲: UNICORN。 |                |            |      |
| #                 | タイトル       | 作詞・作曲 | 時間 |
| 1.                | 「ブルース」   | 西川幸一   | 3:18 |
| 2.                | 「サマーな男」 | 奥田民生   | 3:31 |
| 合計時間:         | 合計時間:      | 合計時間:  | 6:49 |

## リリース履歴
| No. | 日付          | レーベル                     | 規格      | 規格品番  | 最高順位 | 備考 |
| --- | ------------- | ---------------------------- | --------- | --------- | -------- | ---- |
| 1   | 1991年6月21日 | ソニー・ミュージックレコーズ | 8センチCD | SRDL-3297 | 4位      |      |
| 2   | 1991年9月15日 | ソニー・ミュージックレコーズ | CDビデオ  | SRFM-7056 | -        |      |

## 収録アルバム
「ブルース」
- 『THE VERY RUST OF UNICORN』（1994年）
- 『ULTRA SUPER GOLDEN WONDERFUL SPECIAL ABSOLUTE COMPLETE PERFECT SUPREME TERRIFIC ULTIMATE...』（2002年）
- 『Quarter Century Single Best』（2012年）

「サマーな男」
- 『THE VERY RUST OF UNICORN』（1994年）
- 『Quarter Century Single Best』（2012年）